# Copa do Mundo FIFA de 1934
A Copa do Mundo FIFA de 1934 foi a segunda Copa do Mundo FIFA, o campeonato mundial entre seleções masculinas de futebol. Teve lugar na Itália de 27 de maio a 10 de junho.
Esta Copa do Mundo foi a primeira à qual as equipes tiveram de se classificar para participar. 32 nações entraram para a competição e, depois das eliminatórias, 16 seleções participaram do torneio definitivo. O então campeão Uruguai não quis participar em represália as seleções europeias que quatro anos antes nāo quiseram ir a sua copa em 1930.  A Itália se tornou a segunda campeã mundial, derrotando a Tchecoslováquia por 2 a 1 na final.

## Eleição da sede
Após um longo processo de tomada de decisão em que o comitê executivo da FIFA se reuniu oito vezes, a Itália foi escolhida como o país anfitrião em uma reunião em Estocolmo em 9 de outubro de 1932. A decisão foi tomada pelo Comitê Executivo, por decisão unânime dos 29 membros. A candidatura italiana ganhou força após a desistência da Suécia. O ditador fascista Benito Mussolini fez questão da Copa ser na Itália (para provar a superioridade do fascismo italiano) e designou o general Giorgio Vaccaro para a missão de negociar com a FIFA. O governo italiano garantiu que dinheiro não seria problema e investiu 3,5 milhões de liras no torneio.

## Eliminatórias e participantes
34 países quiseram entrar no torneio, então partidas eliminatórias foram requeridas para enxugar para 16 equipes. Ainda assim, houve várias ausências notáveis. O então campeão Uruguai optou por não participar, em protesto pela recusa de várias seleções europeias de irem à América do Sul para a Copa anterior, a qual o Uruguai sediou. Como resultado, a Copa de 1934 é a única na qual o campeão anterior não participou. Os britânicos, em exílio autoimposto em relação à FIFA, também se recusaram a participar. A visão do membro do comitê da FA Charles Sutcliffe foi: "as associações nacionais da Inglaterra, Escócia, Gales e Irlanda têm mais o que fazer no seu próprio campeonato internacional, o qual, para mim, é muito melhor do que um Campeonato Mundial sediado em Roma".
Apesar de ser sede, a Itália teve que se classificar, a primeira e única vez que o país-sede não teve classificação automática. As partidas eliminatórias foram arranjadas em uma base geográfica. Desistências de Chile e Peru colocaram Argentina e Brasil na Copa sem jogar um único jogo.
Doze das 16 vagas foram distribuídas pela Europa, três para as Américas e um para Ásia ou África (incluindo Turquia). Somente dez das 32 equipes participantes e quatro das 16 classificadas (Brasil, Argentina, Estados Unidos e Egito) eram de fora da Europa. A última vaga do torneio foi decidida entre Estados Unidos e México a apenas três dias do início do torneio em uma partida única em Roma, a qual os EUA venceram.
A maioria das 16 equipes estavam estreando em uma Copa. Incluem-se nove das doze europeias (Itália, Alemanha, Espanha, Holanda, Hungria, Tchecoslováquia, Suécia, Áustria e Suíça) e o Egito. O Egito foi a primeira seleção africana a participar de um Copa do Mundo, e não voltaria a se classificar até a próxima Copa na Itália, em 1990.

## Estádios
| Bolonha Florença Gênova Milão Nápoles Roma Trieste TurimCopa do Mundo FIFA de 1934 (Itália) | Bolonha                   | Florença                | Gênova                | Milão                   |
| ------------------------------------------------------------------------------------------- | ------------------------- | ----------------------- | --------------------- | ----------------------- |
| Bolonha Florença Gênova Milão Nápoles Roma Trieste TurimCopa do Mundo FIFA de 1934 (Itália) | Stadio Littoriale         | Stadio Giovanni Berta   | Stadio Luigi Ferraris | Stadio San Siro         |
| Bolonha Florença Gênova Milão Nápoles Roma Trieste TurimCopa do Mundo FIFA de 1934 (Itália) | Capacidade: 38.279        | Capacidade: 47.290      | Capacidade: 36.703    | Capacidade: 55.000      |
| Bolonha Florença Gênova Milão Nápoles Roma Trieste TurimCopa do Mundo FIFA de 1934 (Itália) |                           |                         |                       |                         |
| Bolonha Florença Gênova Milão Nápoles Roma Trieste TurimCopa do Mundo FIFA de 1934 (Itália) | Nápoles                   | Roma                    | Trieste               | Turim                   |
| Bolonha Florença Gênova Milão Nápoles Roma Trieste TurimCopa do Mundo FIFA de 1934 (Itália) | Estádio Giorgio Ascarelli | Estádio Nacional do PNF | Stadio Littorio       | Stadio Benito Mussolini |
| Bolonha Florença Gênova Milão Nápoles Roma Trieste TurimCopa do Mundo FIFA de 1934 (Itália) | Capacidade: 40.000        | Capacidade: 47.300      | Capacidade: 8.000     | Capacidade: 28.140      |
| Bolonha Florença Gênova Milão Nápoles Roma Trieste TurimCopa do Mundo FIFA de 1934 (Itália) |                           |                         |                       |                         |

O número de torcedores que viajaram de outros países foi maior do que qualquer outro torneio anterior de futebol, incluindo 7000 dos Países Baixos e 10000 de Áustria e Suíça, cada.

## Formato
A fase de grupos usada na primeira Copa do Mundo foi descartada em favor de um torneio eliminatório direto. Se uma partida terminasse empatada depois dos 90 minutos, 30 minutos de prorrogação seriam jogados. Se persistisse o empate, a partida seria refeita no dia posterior.
As oito equipes cabeças-de-chave - Argentina, Brasil, Alemanha, Itália, Países Baixos, Áustria, Tchecoslováquia e Hungria - foram mantidas separadas.

## Resumo

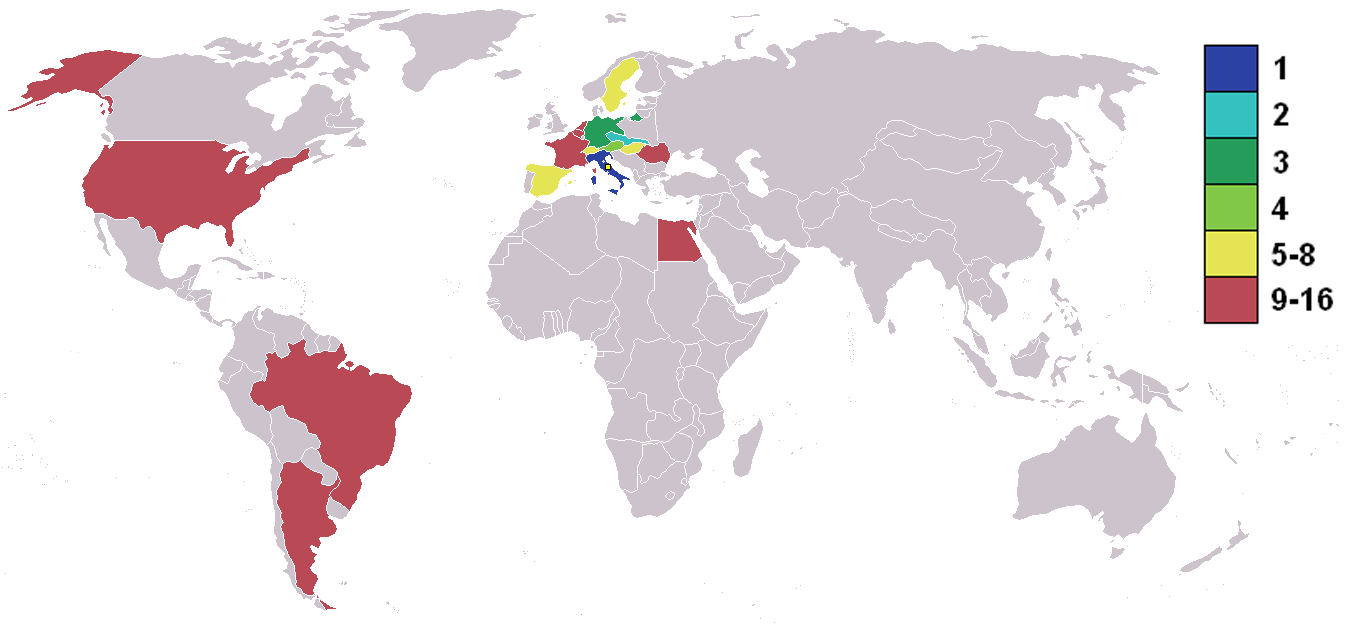
Países classificados e seus resultados

Para a lista de convocados, veja Convocações para a Copa do Mundo FIFA de 1934
Antes do início da Copa, 3 seleções eram consideradas as favoritas para levar o caneco: A Itália, país-sede que contava com o craque da Ambrosiana-Inter (atual Internazionale de Milão) Giuseppe Meazza e com o grande técnico Vittorio Pozzo; A Espanha, que contava com o lendário arqueiro Ricardo Zamora, além da base do Madrid (atual Real Madrid), bicampeão espanhol e campeão da Copa do Presidente (atual Copa do Rei), e a Áustria, considerada a melhor seleção tecnicamente, que era comandada pelo lendário técnico Hugo Meisl, vencedora de 28 dos últimos 31 jogos, e que contava com o gênio Matthias Sindelar (apelidado de Homem de Papel, devido a sua agilidade e elasticidade). Não era à toa que a Áustria era conhecida por Wunderteam (Time-Maravilha).
Todas as primeiras partidas da primeira rodada foram disputadas simultaneamente. Sede e favorita, a Itália ganhou generosamente dos EUA por 7x1; o correspondente do The New York Times escreveu que "apenas a grande atuação do goleiro Julius Hjulian de Chicago manteve o placar baixo como foi".
Disputas internas fizeram com que a seleção da Argentina não tivesse nenhum dos jogadores finalistas da Copa passada. Contra a Suécia, em Bolonha, a Argentina ficou duas vezes à frente no placar, mas dois gols de Sven Jonasson e um de Knut Kroon deram a vitória à Suécia por 3 a 2. Seus parceiros sul-americanos do Brasil também sofreram uma eliminação precoce. A Espanha os derrotou confortavelmente por 3x1.

Seleção Brasileira embarcando para a Copa do Mundo de 1934. Arquivo Nacional.

Pela única vez em uma Copa do Mundo, as oito melhores seleções foram europeias - Áustria, Alemanha, Tchecoslováquia, Espanha, Hungria, Itália, Suécia e Suíça. Todas as quatro equipes não-europeias foram eliminadas na primeira rodada.
Foi nas quartas-de-final que a primeira partida refeita na história das Copas teve lugar, quando a Itália e Espanha empataram em 1 a 1 depois da prorrogação. A partida foi disputada de uma maneira grosseira, com muitos jogadores machucados de ambos os lados: uma jogada dura machucou o goleiro espanhol Ricardo Zamora na primeira partida, deixando-o impossibilitado de participar da partida-desempate, enquanto que, do outro lado, uma jogada dura dos espanhóis quebrou a perna do italiano Mario Pizziolo, que não iria jogar mais pela sua seleção. A partida também ficou marcada pela atuação memorável de Zamora, que, mesmo machucado, fazia defesas milagrosas, numa das melhores atuações de um goleiro. No jogo-desempate,a Itália bateu por 1 a 0 a Espanha (sem Zamora, impedido de atuar pela lesão contraída na primeira partida, que foi agravada pelo esforço de continuar e ainda fazer grandes defesas). Gol do craque italiano Giuseppe Meazza, em cabeçada indefensável para o goleiro Joan Josep Nogués, em lance de muita malandragem: embora não lhe faltasse impulsão apesar da baixa estatura, apoiou-se nas costas de um colega para conseguir cabecear. Os italianos foram tão brutos, que, pelo menos, três jogadores espanhóis tiveram que deixar o campo machucados.
As semifinais eram: Itália X Áustria e Tchecoslováquia x Alemanha.
Itália e Áustria (o Wunderteam/Time-Maravilha) eram as melhores equipes do torneio, e a imprensa dizia que o vencedor da partida certamente seria o campeão. O jogo opunha o craque italiano Giuseppe Meazza e o astro austríaco Matthias Sindelar. No jogo, os austríacos se deram mal: a forte chuva ocorrida na véspera e no dia da partida prejudicou o rápido toque de bola da equipe O time perdeu muito também com a truculenta marcação de Luis Monti sobre Sindelar cuja única oportunidade de gol na partida ocorreu aos 33 minutos do segundo tempo, quando chutou para fora após ficar de frente para o goleiro Gianpiero Combi. Naquela altura, o jogo já estava 1 a 0 para a Itália, um gol de Enrique Guaita que originou bastante reclamação dos austríacos, que alegaram uma possível falta no lance. Ao final do jogo, a Squadra Azzura venceu por 1 a 0 e foi à final. Na outra semifinal, numa partida considerada "inferior'' pela imprensa, a Tchecoslováquia bateu a Alemanha por 3 a 1
O Estádio Nacional do Partido Nacional Fascista foi o palco da final. A Tchecoslováquia depositava sua esperança no artilheiro Oldřich Nejedlý e no grande goleiro František Plánička. A Azzura contava com o mando de campo, com o craque Meazza (que depois viria a ser eleito o craque da copa) e com o fato de seu time ser bem superior tecnicamente que a Tchecoslováquia. II Duce Benito Mussolini estaria no estádio, ao mesmo tempo para intimidar os tchecoslovacos e garantir que os italianos dessem o máximo em campo, ou "arcariam com as consequências''. Com 80 minutos jogados, para desespero do ditador e descrença da imprensa, a Tchecoslováquia liderava o placar por 1 a 0, gol de Antonín Puc. Porém, 1 minuto depois, Raimundo Orsi empatou a partida após lance polêmico: o meia Giovanni Ferrari dominou a bola com o braço pela meia esquerda no ataque italiano, gerando desde logo reclamação dos tchecoslovacos A jogada prosseguiu com ele encontrando na linha lateral da grande área Orsi, que driblou o marcador e conseguiu chutar no canto direito de Plánička Os tchecoslovacos reclamaram bastante e o árbitro sueco Ivan Eklind resolveu consultar o auxiliar, mas este confirmou que o lance teria sido normal. A partida foi para a prorrogação. A Azzurra lançou-se ao ataque e virou aos cinco minutos do primeiro tempo. A defesa tcheca perdeu uma bola dividida que custaria caro: ao ganhar o lance, Enrique Guaita tocou para Angelo Schiavio, que chutou quase do bico da grande área quando o zagueiro Josef Čtyřoký chegava para tentar interceptar. O chute saiu prensado, fazendo a bola encobrir Plánička, que se agachara para defender uma bola que normalmente viria rasteira Depois da virada, a Itália se trancou na defesa e só esperou o apito final. Ao final do jogo, os italianos podiam comemorar sua primeira Copa do Mundo. O técnico Pozzo e os jogadores italianos ficaram muito aliviados por terem conseguido cumprir a missão dada por Mussolini. Lamentavelmente, a Copa havia virado um palco para promoção de um regime ditatorial que mais tarde viria a causar muitas mortes.
O total de três gols sofridos pela Itália em cinco partidas foi um recorde baixo para uma equipe campeã da Copa do Mundo. Foi igualado pela Inglaterra em 1966 (que jogou seis partidas) e Brasil em 1994 (que jogou sete partidas), mas foi ultrapassado pela França em 1998, que levou apenas dois gols na campanha vitoriosa.

## Sorteio
O sorteio foi realizado no Ambasciatori Hotel em Roma no dia 3 de Maio de 1934, apenas após a chegada de todas as seleções à Itália.
Os cabeças de chave foram  Alemanha,  Argentina,  Áustria,  Brasil,  Países Baixos,  Hungria,  Itália,  Tchecoslováquia.

## Resultados
|  | Oitavas de final      | Oitavas de final     |                          |       | Quartas de final | Quartas de final |                      |                      | Semifinais | Semifinais |  |  | Final | Final |
|  |                       |                      |                          |       |                  |                  |                      |                      |            |            |  |  |       |       |
|  | 27 de maio – Roma     |                      |                          |       |                  |                  |                      |                      |            |            |  |  |       |       |
|  |                       |                      |                          |       |                  |                  |                      |                      |            |            |  |  |       |       |
|  | Itália                | 7                    |                          |       |                  |                  |                      |                      |            |            |  |  |       |       |
|  | Itália                | 7                    | 31 de Maio – Florença[1] |       |                  |                  |                      |                      |            |            |  |  |       |       |
|  | Estados Unidos        | 1                    |                          |       |                  |                  |                      |                      |            |            |  |  |       |       |
|  | Estados Unidos        | 1                    | Itália                   | 1 (1) |                  |                  |                      |                      |            |            |  |  |       |       |
|  | 27 de maio – Gênova   |                      | Itália                   | 1 (1) |                  |                  |                      |                      |            |            |  |  |       |       |
|  |                       | Espanha              | 1 (0)                    |       |                  |                  |                      |                      |            |            |  |  |       |       |
|  | Espanha               | Espanha              | 1 (0)                    | 3     |                  |                  |                      |                      |            |            |  |  |       |       |
|  | Espanha               |                      | 3 de junho – Milão       | 3     |                  |                  |                      |                      |            |            |  |  |       |       |
|  | Brasil                | 1                    |                          |       |                  |                  |                      |                      |            |            |  |  |       |       |
|  | Brasil                | 1                    | Itália                   | 1     |                  |                  |                      |                      |            |            |  |  |       |       |
|  | 27 de maio – Turim    |                      | Itália                   | 1     |                  |                  |                      |                      |            |            |  |  |       |       |
|  |                       | Áustria              | 0                        |       |                  |                  |                      |                      |            |            |  |  |       |       |
|  | Áustria (pro)         | Áustria              | 0                        | 3     |                  |                  |                      |                      |            |            |  |  |       |       |
|  | Áustria (pro)         | 31 de Maio – Bolonha |                          | 3     |                  |                  |                      |                      |            |            |  |  |       |       |
|  | França                | 2                    |                          |       |                  |                  |                      |                      |            |            |  |  |       |       |
|  | França                | 2                    | Áustria                  | 2     |                  |                  |                      |                      |            |            |  |  |       |       |
|  | 27 de maio – Nápoles  |                      | Áustria                  | 2     |                  |                  |                      |                      |            |            |  |  |       |       |
|  |                       | Hungria              | 1                        |       |                  |                  |                      |                      |            |            |  |  |       |       |
|  | Hungria               | Hungria              | 1                        | 4     |                  |                  |                      |                      |            |            |  |  |       |       |
|  | Hungria               |                      | 10 de junho – Roma       | 4     |                  |                  |                      |                      |            |            |  |  |       |       |
|  | Egito                 | 2                    |                          |       |                  |                  |                      |                      |            |            |  |  |       |       |
|  | Egito                 | 2                    | Itália (pro)             | 2     |                  |                  |                      |                      |            |            |  |  |       |       |
|  | 27 de maio – Trieste  |                      | Itália (pro)             | 2     |                  |                  |                      |                      |            |            |  |  |       |       |
|  |                       | Tchecoslováquia      | 1                        |       |                  |                  |                      |                      |            |            |  |  |       |       |
|  | Tchecoslováquia       | Tchecoslováquia      | 1                        | 2     |                  |                  |                      |                      |            |            |  |  |       |       |
|  | Tchecoslováquia       | 31 de Maio – Turim   |                          | 2     |                  |                  |                      |                      |            |            |  |  |       |       |
|  | Romênia               | 1                    |                          |       |                  |                  |                      |                      |            |            |  |  |       |       |
|  | Romênia               | 1                    | Tchecoslováquia          | 3     |                  |                  |                      |                      |            |            |  |  |       |       |
|  | 27 de maio – Milão    |                      | Tchecoslováquia          | 3     |                  |                  |                      |                      |            |            |  |  |       |       |
|  |                       | Suíça                | 2                        |       |                  |                  |                      |                      |            |            |  |  |       |       |
|  | Suíça                 | Suíça                | 2                        | 3     |                  |                  |                      |                      |            |            |  |  |       |       |
|  | Suíça                 |                      | 3 de junho – Roma        | 3     |                  |                  |                      |                      |            |            |  |  |       |       |
|  | Países Baixos         | 2                    |                          |       |                  |                  |                      |                      |            |            |  |  |       |       |
|  | Países Baixos         | 2                    | Tchecoslováquia          | 3     |                  |                  |                      |                      |            |            |  |  |       |       |
|  | 27 de maio – Florença |                      | Tchecoslováquia          | 3     |                  |                  |                      |                      |            |            |  |  |       |       |
|  |                       | Alemanha             | 1                        |       | Terceiro lugar   | Terceiro lugar   |                      |                      |            |            |  |  |       |       |
|  | Alemanha              | Alemanha             | 1                        | 5     | Terceiro lugar   | Terceiro lugar   |                      |                      |            |            |  |  |       |       |
|  | Alemanha              | 31 de Maio – Milão   | 31 de Maio – Milão       | 5     |                  |                  | 7 de junho – Nápoles | 7 de junho – Nápoles |            |            |  |  |       |       |
|  | Bélgica               | 31 de Maio – Milão   | 31 de Maio – Milão       | 2     |                  |                  | 7 de junho – Nápoles | 7 de junho – Nápoles |            |            |  |  |       |       |
|  | Bélgica               | Alemanha             | 2                        | 2     | Alemanha         | 3                |                      |                      |            |            |  |  |       |       |
|  | 27 de maio – Florença | Alemanha             | 2                        |       | Alemanha         | 3                |                      |                      |            |            |  |  |       |       |
|  |                       | Suécia               | 1                        |       | Áustria          | 2                |                      |                      |            |            |  |  |       |       |
|  | Suécia                | Suécia               | 1                        | 3     | Áustria          | 2                |                      |                      |            |            |  |  |       |       |
|  | Suécia                |                      |                          | 3     |                  |                  |                      |                      |            |            |  |  |       |       |
|  | Argentina             | 2                    |                          |       |                  |                  |                      |                      |            |            |  |  |       |       |
|  | Argentina             | 2                    |                          |       |                  |                  |                      |                      |            |            |  |  |       |       |

- 1. ^ O jogo ente Itália vs Espanha foi desempatado em 01º de Junho.[25]

### Primeira rodada
| 27 de maio   | Itália                                                         | 7 – 1 | Estados Unidos | Stadio Nazionale PNF, Roma               |
| 16:30 (CEST) | Schiavio 18' 29' 64' · Orsi 20' 69' · Ferrari 63' · Meazza 90' |       | Donelli 57'    | Público: 25 000 Árbitro: SUI René Mercet |

| 27 de maio   | Espanha                                  | 3 – 1 | Brasil       | Stadio Luigi Ferraris, Gênova              |
| 16:30 (CEST) | Iraragorri 18' (pen.) 25'< · Lángara 28' |       | Leônidas 54' | Público: 21 000 Árbitro: ALE Alfred Birlem |

| 27 de maio   | Áustria                                | 3 – 2 (pro) | França                             | Stadio Benito Mussolini, Turim                |
| 16:30 (CEST) | Sindelar 44' · Schall 93' · Bican 109' |             | Nicolas 18' · Verriest 116' (pen.) | Público: 16 000 Árbitro: HOL John van Morsell |

| 27 de maio   | Hungria                                | 4 – 2 | Egito         | Estádio Giorgio Ascarelli, Nápoles             |
| 16:30 (CEST) | Teleki 11' · Todi 27' 61' · Vincze 53' |       | Fawzi 31' 39' | Público: 9 000 Árbitro: ITA Rinaldo Barlassina |

| 27 de maio   | Tchecoslováquia       | 2 – 1 | Romênia   | Stadio Littorio, Trieste                  |
| 16:30 (CEST) | Puč 50' · Nejedlý 67' |       | Dobay 11' | Público: 9 000 Árbitro: BEL John Langenus |

| 27 de maio   | Suíça                          | 3 – 2 | Países Baixos        | Stadio San Siro, Milão                   |
| 16:30 (CEST) | Kielholz 7' 43' · Abegglen 69' |       | Smit 19' · Vente 84' | Público: 33 000 Árbitro: SUE Ivan Eklind |

| 27 de maio   | Alemanha                                         | 5 – 2 | Bélgica          | Stadio Giovanni Berta, Florença              |
| 16:30 (CEST) | Kobierski 25' · Siffling 49' · Conen 66' 70' 87' |       | Voorhoof 29' 43' | Público: 8 000 Árbitro: ITA Francesco Mattea |

| 27 de maio   | Suécia                      | 3 – 2 | Argentina              | Stadio Littorale, Bolonha                |
| 16:30 (CEST) | Jonasson 9' 67' · Kroon 79' |       | Belis 4' · Galateo 48' | Público: 14 000 Árbitro: AUT Eugen Braun |

### Quartas-de-final
| 31 de maio   | Itália      | 1 – 1 | Espanha      | Stadio Giovanni Berta, Florença          |
| 16:30 (CEST) | Ferrari 44' |       | Regueiro 30' | Público: 35 000 Árbitro: BEL Louis Baert |

| 31 de maio   | Áustria                  | 2 – 1 | Hungria           | Stadio Littorale, Bolonha                     |
| 16:30 (CEST) | Horvath 8' · Zischek 51' |       | Sárósi 60' (pen.) | Público: 23 000 Árbitro: ITA Francesco Mattea |

| 31 de maio   | Tchecoslováquia                         | 3 – 2 | Suíça                    | Stadio Benito Mussolini, Turim             |
| 16:30 (CEST) | Svoboda 24' · Sobotka 49' · Nejedlý 82' |       | Kielholz 18' · Jäggi 78' | Público: 12 000 Árbitro: AUT Alois Beranek |

| 31 de maio   | Alemanha        | 2 – 1 | Suécia     | Stadio San Siro, Milão                         |
| 16:30 (CEST) | Hohmann 60' 63' |       | Dunker 82' | Público: 3 000 Árbitro: ITA Rinaldo Barlassina |

Jogo Desempate
| 1 de junho   | Itália     | 1 – 0 | Espanha | Stadio Giovanni Berta, Florença          |
| 16:30 (CEST) | Meazza 11' |       |         | Público: 43 000 Árbitro: SUI René Mercet |

### Semifinais
| 3 de junho   | Itália     | 1 – 0 | Áustria | Estádio San Siro, Milão                  |
| 16:30 (CEST) | Guaita 19' |       |         | Público: 35 000 Árbitro: SUE Ivan Eklind |

| 3 de junho   | Tchecoslováquia     | 3 – 1 | Alemanha  | Stadio Nazionale PNF, Roma                      |
| 16:30 (CEST) | Nejedlý 19' 71' 80' |       | Noack 62' | Público: 15 000 Árbitro: ITA Rinaldo Barlassina |

### Disputa do 3º lugar
| 7 de junho   | Alemanha                  | 3 – 2 | Áustria                 | Estádio Giorgio Ascarelli, Nápoles         |
| 18:00 (CEST) | Lehner 1' 42' · Conen 27' |       | Horvath 28' · Sesta 54' | Público: 7 000 Árbitro: ITA Albino Carraro |

### Final
| 10 de Junho de 1934 | Itália                  | 2–1 (pro.) | Checoslováquia | Stadio Nazionale PNF, Rome               |
| 17:00 CEST          | Orsi 81' · Schiavio 95' | Relatório  | Puč 71'        | Público: 55,000 Árbitro: SWE Ivan Eklind |

| Itália | Tchecos lováquia |

## Premiação
| Campeão da Copa do Mundo FIFA de 1934 |
| ------------------------------------- |
| Itália Primeiro Título                |

### Seleção da Copa[27]
| Goleiro        | Zagueiros                          | Meias                                                    | Atacantes                                                      |
| -------------- | ---------------------------------- | -------------------------------------------------------- | -------------------------------------------------------------- |
| Ricardo Zamora | Eraldo Monzeglio Jacinto Quincoces | Johann Urbanek Luís Monti Josef Koštálek Giuseppe Meazza | Raimundo Orsi Enrique Guaita Matthias Sindelar Oldřich Nejedlý |

## Artilharia
5 gols (1)
- Oldřich Nejedlý

4 gols (2)
| - Edmund Conen | - Angelo Schiavio |  |

3 gols (2)
| - Raimundo Orsi | - Leopold Kielholz |  |

2 gols (11)
| - Johann Horvath - Bernard Voorhoof - Antonín Puč - Abdel Fawzi | - Karl Hohmann - Ernst Lehner - Géza Toldi - Giovanni Ferrari | - Giuseppe Meazza - José Iraragorri - Sven Jonasson |

1 gol (19)
| - Ernesto Belis - Alberto Galateo - Josef Bican - Anton Schall - Karl Sesta - Matthias Sindelar - Karl Zischek - Leônidas - Jiří Sobotka - František Svoboda | - Jean Nicolas - Georges Verriest - Stanislaus Kobierski - Rudolf Noack - Otto Siffling - György Sárosi - Pál Teleki - Jenő Vincze - Enrique Guaita - Kick Smit | - Leen Vente - Ştefan Dobay - Isidro Lángara - Luis Regueiro - Gösta Dunker - Knut Kroon - André Abegglen - Willy Jäggi - Aldo Donelli |

## Classificação final
A classificação final é determinada através da fase em que a seleção alcançou e a sua pontuação, levando em conta os critérios de desempate.
| Pos.                            | Seleção         | Pts | J | V | E | D | GP | GC | SG |
| ------------------------------- | --------------- | --- | - | - | - | - | -- | -- | -- |
| Final                           |                 |     |   |   |   |   |    |    |    |
| 1                               | Itália          | 9   | 5 | 4 | 1 | 0 | 12 | 3  | +9 |
| 2                               | Tchecoslováquia | 6   | 4 | 3 | 0 | 1 | 9  | 6  | +3 |
| Decisão do 3º lugar             |                 |     |   |   |   |   |    |    |    |
| 3                               | Alemanha        | 6   | 4 | 3 | 0 | 1 | 11 | 8  | +3 |
| 4                               | Áustria         | 4   | 4 | 2 | 0 | 2 | 7  | 7  | 0  |
| Eliminados nas quartas de final |                 |     |   |   |   |   |    |    |    |
| 5                               | Espanha         | 3   | 3 | 1 | 1 | 1 | 4  | 3  | +1 |
| 6                               | Hungria         | 2   | 2 | 1 | 0 | 1 | 5  | 4  | +1 |
| 7                               | Suíça           | 2   | 2 | 1 | 0 | 1 | 5  | 5  | 0  |
| 8                               | Suécia          | 2   | 2 | 1 | 0 | 1 | 4  | 4  | 0  |
| Eliminados nas oitavas de final |                 |     |   |   |   |   |    |    |    |
| 9                               | Argentina       | 0   | 1 | 0 | 0 | 1 | 2  | 3  | –1 |
| 9                               | França          | 0   | 1 | 0 | 0 | 1 | 2  | 3  | –1 |
| 9                               | Países Baixos   | 0   | 1 | 0 | 0 | 1 | 2  | 3  | –1 |
| 12                              | Romênia         | 0   | 1 | 0 | 0 | 1 | 1  | 2  | –1 |
| 13                              | Egito           | 0   | 1 | 0 | 0 | 1 | 2  | 4  | –2 |
| 14                              | Brasil          | 0   | 1 | 0 | 0 | 1 | 1  | 3  | –2 |
| 15                              | Bélgica         | 0   | 1 | 0 | 0 | 1 | 2  | 5  | –3 |
| 16                              | Estados Unidos  | 0   | 1 | 0 | 0 | 1 | 1  | 7  | –6 |